# Piazza San Marco (Florenz)
Die Piazza San Marco ist ein Platz nördlich des historischen Stadtkerns von Florenz. In der Mitte der Piazza steht das Manfredo-Fanti-Denkmal von Pio Fedi.

## Gebäude am Platz
- Museo Nazionale di San Marco
- Kirche San Marco (Florenz)
- Accademia di Belle Arti (Florenz)
- Palazzina della Livia